# Département du Commerce des États-Unis
United States Department of Commerce
Pour les articles homonymes, voir Ministère du Commerce.
Le département du Commerce des États-Unis (en anglais : United States Department of Commerce) est le département du gouvernement fédéral des États-Unis chargé du commerce et de l'industrie. Il est dirigé par le secrétaire au Commerce Howard Lutnick depuis 2025, qui est membre du cabinet présidentiel. Le département est distinct du Bureau du représentant américain au commerce, faisant partie du Bureau exécutif du président des États-Unis, et de la Small Business Administration, agence indépendante.

## Histoire

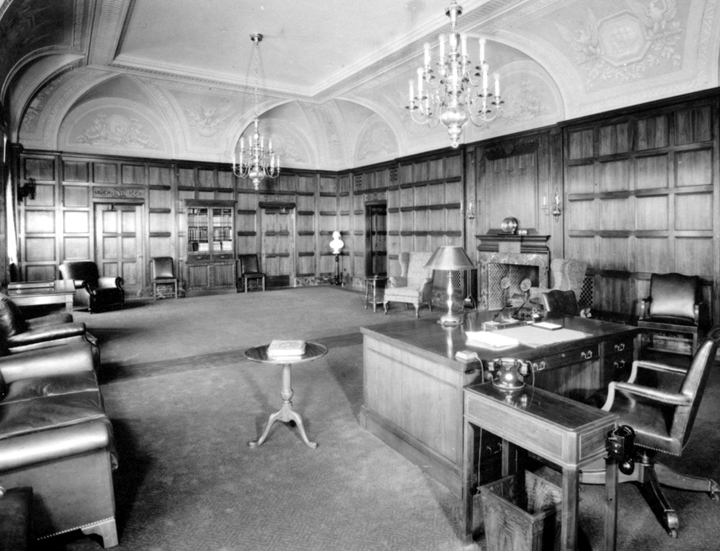
Le bureau du secrétaire au Commerce au milieu du XXe siècle.

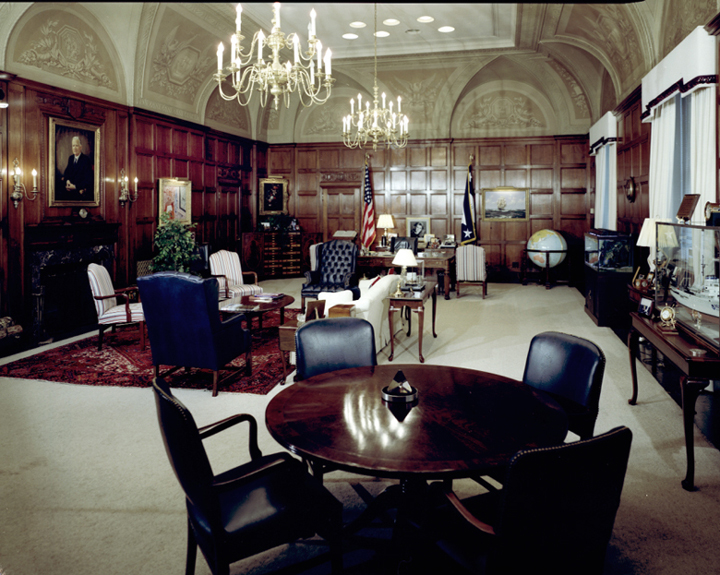

Le département est créé sous le nom de « département du Commerce et du Travail » (United States Department of Commerce and Labor) le 14 février 1903 (et dirigé par le secrétaire au Commerce et au Travail) mais fut renommé « département du Commerce » le 4 mars 1913 après que ses bureaux et agences spécialisées dans le travail furent transférés dans le nouvellement créé département du Travail.
Son siège se trouve dans l'édifice Herbert C. Hoover, à Washington, D.C., près de la Maison-Blanche.

## Responsabilités
La mission du département est « de promouvoir la création d'emploi et augmenter le niveau de vie pour tous les américains en créant une infrastructure qui promeut la croissance économique, la compétitivité technologique et développement durable. » Parmi ses taches figurent la collecte de données économiques et démographiques pour le commerce et les prises de décisions gouvernementales, la gestion des brevets et des marques commerciales et l'aide pour une standardisation des normes de l'industrie.

## Organismes
Le Service commercial des États-Unis (United States Commercial Service (en), USCS), dépendant du département du Commerce des États-Unis, diffuse de nombreuses études de marché pour faciliter le commerce international. Afin d’augmenter leur diffusion, l'USCS a signé un PPP (Public-private partnership) avec la Fédération des associations du commerce international (FITA), qui les publie gratuitement à travers son site Globaltrade.net, conjointement à ses propres études.

## Divisions
- Bureau of Industry and Security (BIS)
- Economics and Statistics Administration (ESA)
  - Bureau of Economic Analysis (BEA)
  - United States Bureau of the Census
- Economic Development Administration (EDA)
- International Trade Administration (ITA)
  - United States Commercial Service (USCS)
- Minority Business Development Agency (MBDA)
- National Oceanic and Atmospheric Administration (NOAA)
  - National Weather Service (NWS)
  - National Ocean Service (NOS)
  - Office of Oceanic and Atmospheric Research (OAR)
  - National Oceanic and Atmospheric Administration Commissioned Corps (NOAA Corps)
- National Telecommunications and Information Administration (NTIA)
- Patent and Trademark Office (PTO)
- National Institute of Standards and Technology (NIST)
- National Technical Information Service (NTIS)